# Villa Montalto Peretti
Villa Montalto Peretti Massimo, conosciuta anche come Villa Negroni, era una villa localizzata al centro dell'odierno R. XVIII Castro Pretorio di Roma.
La villa fu demolita sul finire del XIX secolo per consentire la lottizzazione dell'area e la costruzione del gigantesco complesso della stazione Termini.

## Storia

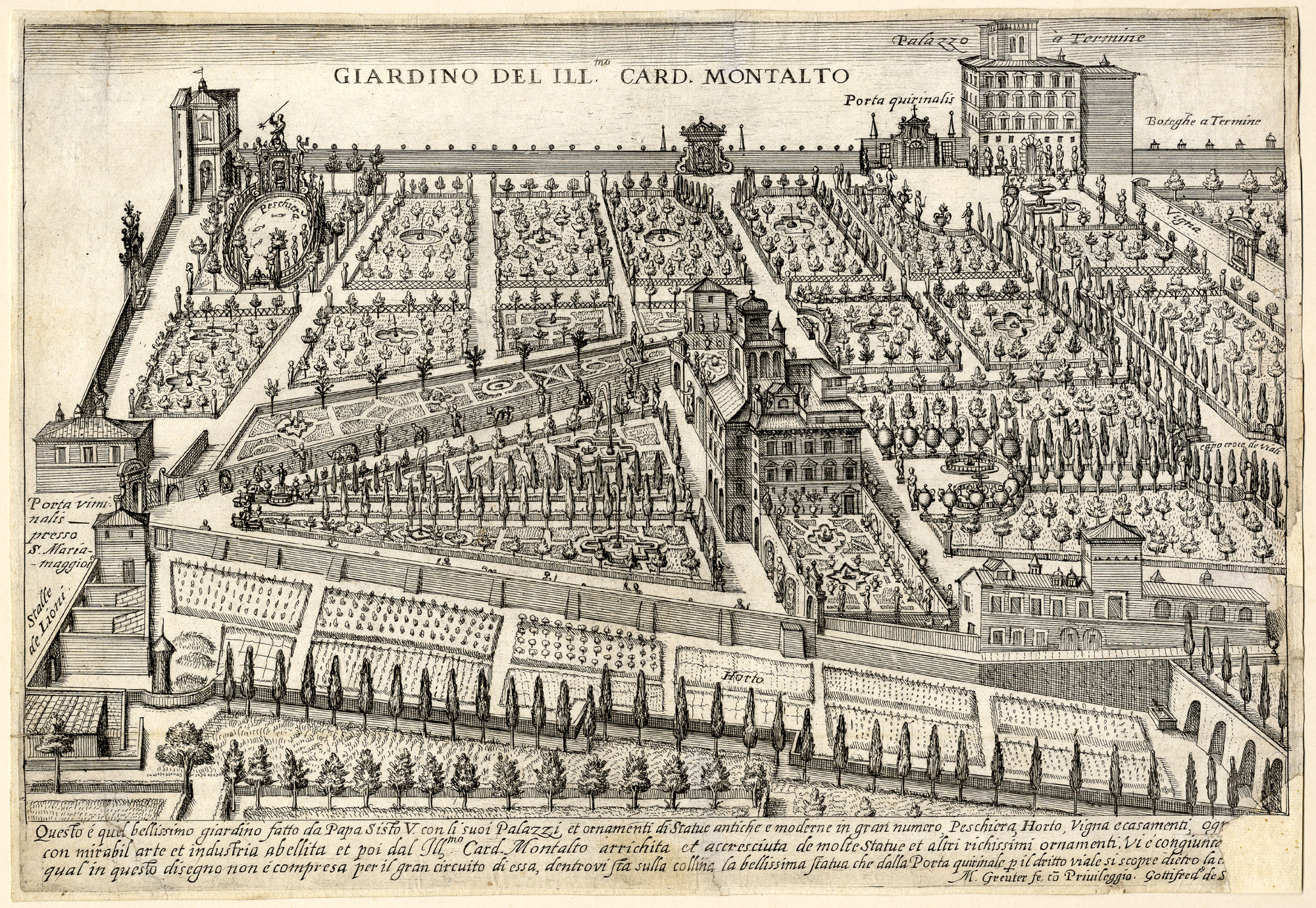
Incisione di Gottifredus De Scaichi (sec. XVII) che mostra il giardino. In primo piano, il Casino Felice e in fondo il Palazzo di Sisto V alle Terme.

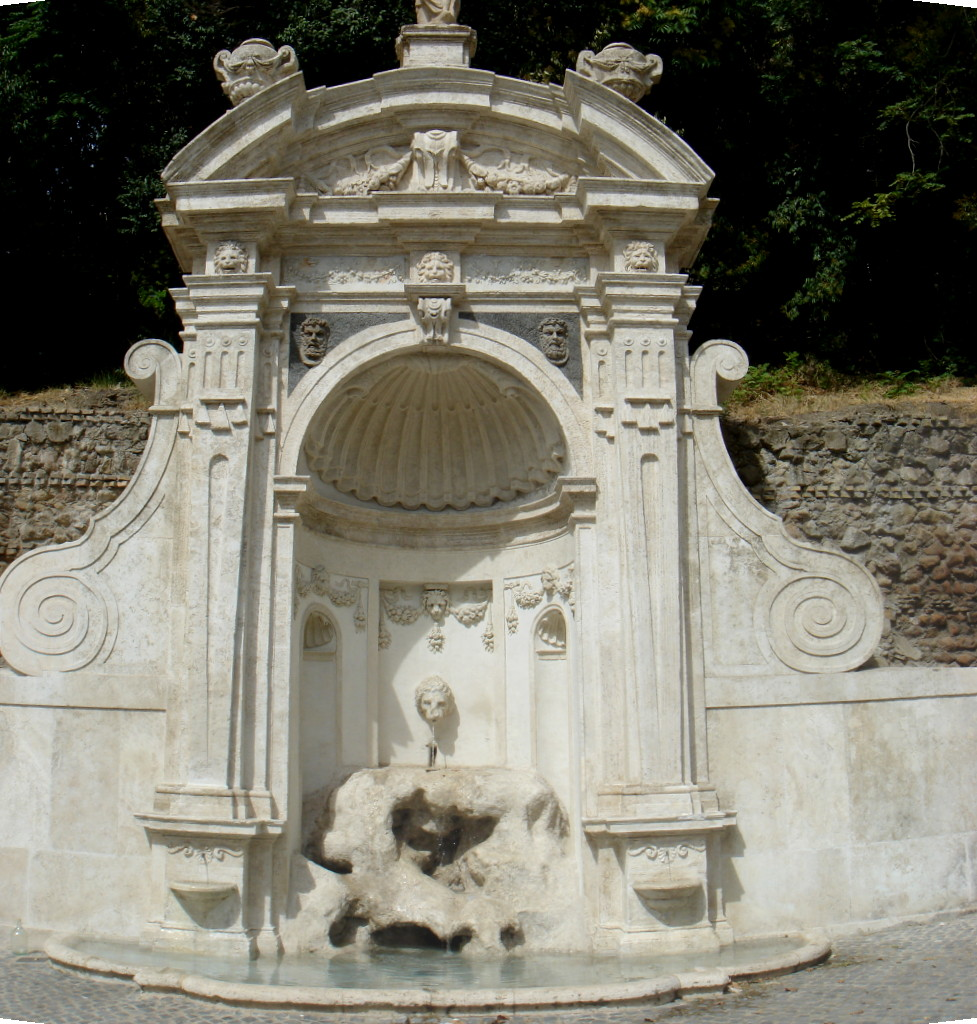
La Fontana del Prigione di Domenico Fontana, l'unica sopravvissuta delle oltre 30 fontane della villa.

La villa Peretti occupava parte dei colli Viminale, Quirinale ed Esquilino e aveva un perimetro di circa sei chilometri. I confini della villa erano delimitati, in un raffronto con la situazione viaria attuale, a nord dall'asse viale Enrico De Nicola - via del Viminale, a ovest da via Agostino Depretis e a est da Via Marsala fino all'Arco di Sisto V.
Felice Peretti, futuro papa Sisto V, acquistò il terreno per 1550 scudi dal medico romano Guglielmini, nel 1570, poco dopo essere stato nominato cardinale. Tuttavia nel contratto non figura il nome di Peretti bensì quello del fiorentino Bartolomeo Bonamici, che, mesi dopo, dichiarò di aver acquistato la proprietà per la sorella del cardinale, Camilla Peretti, vedova di Giovanni Battista Mignucci. Il cardinal Peretti non voleva che l'acquisizione suscitasse i sospetti di papa Gregorio XIII sulla sua immensa fortuna, che non era stata ancora dichiarata. Tuttavia, quando Camilla passò la proprietà in dote alla nuora Vittoria Accoramboni, il cardinale, temendo di perdere la vigna, la riprese e la unì alle altre due che aveva nei dintorni, nelle vicinanze della Basilica di Santa Maria Maggiore e delle Terme di Diocleziano.
A quel tempo Peretti commissionò a Domenico Fontana la costruzione di un palazzo come sede della proprietà. Gregorio XIII, colpito dalla sontuosità delle opere, tentò quindi di togliere al cardinale la rendita di 100 scudi che riceveva come indennità. Peretti, mortificato, sospese i lavori, ma Fontana si offrì di terminare i lavori anticipando le spese di tasca propria. I lavori furono completati nel 1581 e il palazzo fu decorato con dipinti di Cesare Baglioni, Antonio Viviani (detto  Il Sordo), Cesare Nebbia, Giovanni Guerra e altri artisti importanti.
I due edifici principali della villa erano il palazzo di fronte alla strada, prima chiamato "delle terme" e poi "a termini" per la vicinanza alle Terme di Diocleziano, noto come "Palazzo di Sisto V alle Terme"; l'altro era il palazzo che sorgeva all'angolo tra le odierne via Cavour e via Farini, noto come "Casino Felice". Fontana fu responsabile anche del paesaggio del giardino, di proporzioni enormi, articolato in terrazze e intersecato da viottoli che offrivano splendide vedute, alcune fiancheggiate da cipressi. Numerose opere d'arte e più di trenta fontane (alimentate dal nuovo acquedotto Felice) erano distribuite in tutta la proprietà. Il cardinale si trasferì nella nuova villa nel 1585, solo dopo essere stato eletto papa Sisto V, ma le occupazioni insite al suo ufficio di pontefice lo convinsero che sarebbe stato impossibile godersi la tranquillità del luogo, quindi lo donò di nuovo a sua sorella Camilla l'anno successivo .
Nel 1587, Sisto V circondò la proprietà con un muro che apriva in sei porte, isolandola dal resto della città. Tre anni dopo il papa morì e Camilla trasmise la villa a suo nipote, Michele Damasceni Peretti, ma continuò a vivere lì fino alla sua morte nel 1605. La morte di Camilla segnò l'inizio del decadimento della proprietà, che fu infine venduta alla famiglia Negroni nel 1696. Il punto più basso della storia della villa risale al 1784, quando fu acquisita dal commerciante Giuseppe Staderini: desideroso di recuperare i suoi investimenti, trascorse gli anni successivi vendendo la maggior parte delle opere d'arte della proprietà. Nel 1789 la villa fu acquistata dal marchese Francesco Camillo Massimo; in seguito i Massimo unirono la proprietà alla loro vicina Villa Giustiniani Massimo.
Nel 1860, in occasione della costruzione della stazione ferroviaria di Roma, iniziò lo smembramento della villa, ma metà della proprietà esisteva ancora alla fine del 1872. In pratica erano rimasti circa 8000 m2, incluso il Palazzo di Sisto V, ma sia questo sia il Casino Felice furono demoliti nel 1887. Dov'era il palazzo principale fu costruito Palazzo Massimo alle Terme, mentre dov'era il Casino Felice c'è il Palazzo Giolitti.
Il nuovo rione, chiamato "Castro Pretorio", fu istituito il 20 agosto 1921. Oggi la villa è ricordata dal "Largo di villa Peretti" tra viale De Nicola e via del Viminale, davanti a Palazzo Massimo.

## Collezioni
Di tutte le fontane del giardino solo una sopravvive: la Fontana del Prigione di Domenico Fontana. Dopo la demolizione della villa fu inizialmente collocata in via Genova e, nel 1938, nella sua posizione attuale, nel R. XIII Trastevere alla fine di via Goffredo Mameli, vicino a San Pietro in Montorio. La statua "Nettuno e Tritone" del Bernini fu venduta nel 1786 da Staderini e si trova al Victoria and Albert Museum a Londra.
Il portale d'entrata principale della villa (visibile in un'incisione di Vasi) serve oggi da portale per Villa Celimontana in via della Navicella.